# Зенбулатовы
Зенбулатовы — дворянский род.
Потомство Ивана Отешева Зенбулатова, пожалованного за московское осадное сиденье в 1588 г. поместьем. Агафон и Алферий Зенбулатовы московские дворяне (1681-1692).
Род внесен в VI часть дворянской родословной книги Калужской губернии.

## Описание герба
Щит разделен на четыре части, из них первая и четвёртая часть имеют голубое поле, а вторая и третья часть — красное поле. В первой и третьей части крестообразно положены серебряный меч и золотая стрела (изм. польский герб Пржестржал), а во второй и четвёртой части изображена орлиная лапа с распростертым крылом, стоящая на камне.
На щите дворянский коронованный шлем. Нашлемник: три страусовых пера. Намёт на щите голубой, подложенный золотом.